# Tectona grandis
La teca (Tectona grandis) es un árbol frondoso de la familia de las Lamiaceae que alcanza hasta 30 m de altura. Su apariencia se hace más bella con el paso de los años y tiene la capacidad de no dañarse cuando entra en contacto con metales, lo que la hace muy valiosa para la fabricación de muebles de alto valor y embarcaciones lujosas. Es nativo de la India, Birmania, Laos y Tailandia, tiene una larga historia de ordenación sistemática. Se introdujo en Indonesia (Java) hace cientos de años y las más antiguas plantaciones de teca en Sri Lanka se han documentado a fines del siglo XVII. Los primeros sistemas intensivos de ordenación de los bosques naturales se desarrollaron hace unos 150 años en Myanmar, desde donde la ordenación activa de la especie pasó a la India y Tailandia durante un período de unos 40 años.

Hoy día se encuentra la teca en muchos otros países asiáticos, y extensas plantaciones se han establecido también en África y América Central y del Sur. Se ha hecho evidente que la explotación de los bosques naturales no puede seguir respondiendo a la demanda de madera de teca, y la insuficiencia previsible de este material ha avivado el interés por las plantaciones de teca.

## Madera

### Aspecto
La madera de teca es de albura blanquecina y duramen amarillento o broncíneo. La fibra es generalmente recta, aunque en raras ocasiones puede presentar fibra ondulada que es habitual de la procedente de la India. El grano es grueso con presencia de tasas de sílice variables. Posee un tacto aceitoso y recién cortada tiene un fuerte olor a cuero viejo que desaparece en gran medida al secarse.

### Propiedades
La teca tiene una densidad entre 650 y 750 kg/m³, con una media de 690 kg/m³ al 12% de humedad. Se considera una madera pesada y de dureza media. Tiene una resistencia media a la flexión, poca rigidez y resistencia al impacto, una resistencia alta a la compresión y un grado moderado de doblado con vapor.
La velocidad de secado de la madera de teca es lenta y varía en función de la densidad. En general, se trabaja bastante bien tanto a mano como a máquina, aunque el aserrado y cepillado de la madera desgasta rápidamente las herramientas a causa de su alto grado en sílice. El encolado presenta dificultades elevadas debido a su alto contenido en oleorresinas.

### Aplicaciones

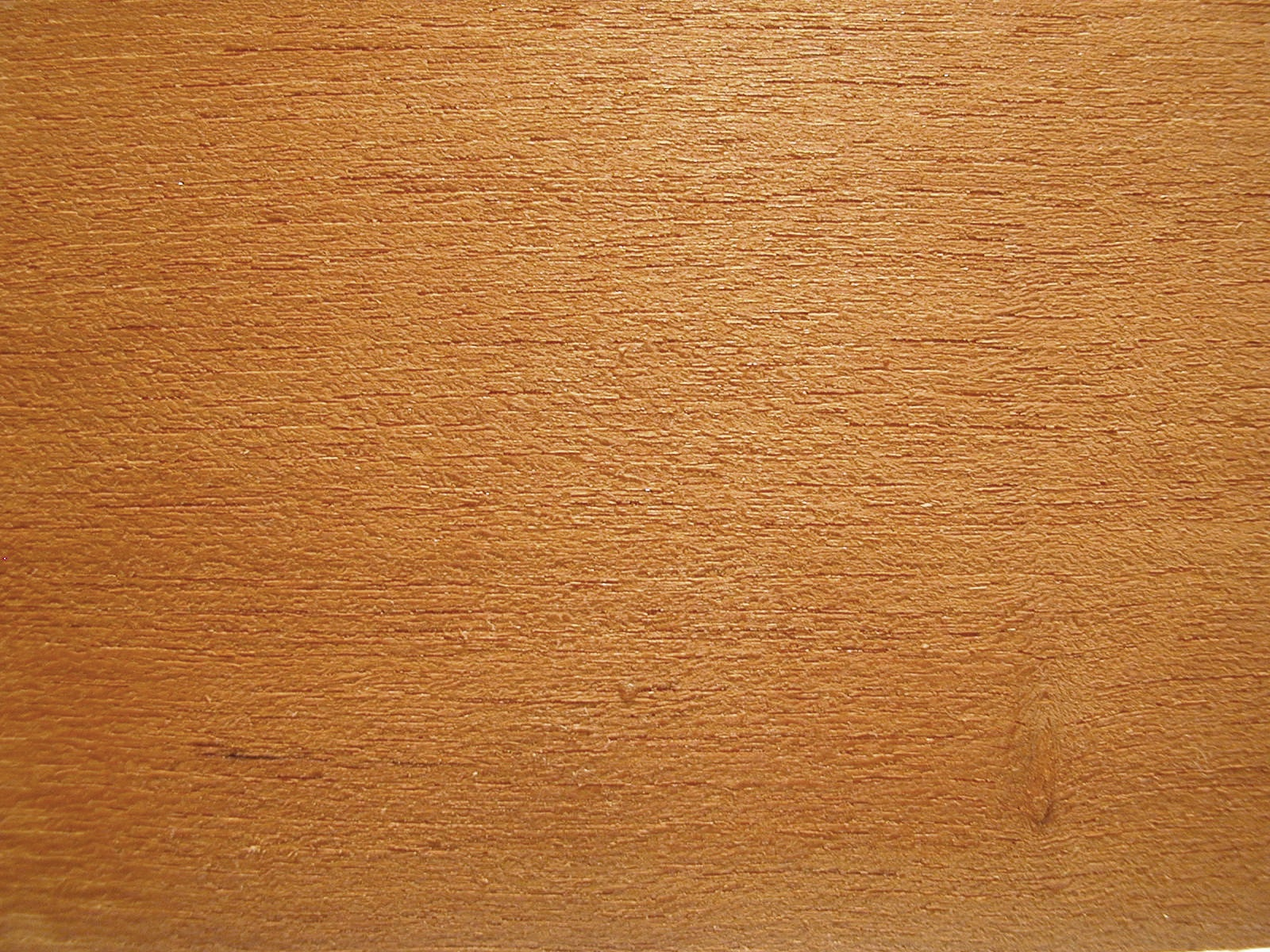
Aspecto de la madera de teca.

La teca disfruta de muy buena reputación, bien merecida, por su alta resistencia y durabilidad. Presenta una gran estabilidad en ambientes cambiantes, no se agrieta ni se pudre, y resiste a la acción de los hongos, xilófagos e incluso a algunos ácidos. Estas características son las que hacen posible que la madera de teca esté considerada como una de las más valiosas del mundo y goce así de múltiples aplicaciones:
- Chapas para recubrimientos decorativos
- Mobiliario y ebanistería
- Carpintería interior: suelos, frisos, escaleras
- Carpintería exterior: revestimientos, ventanas
- Construcción naval: embarcaciones ligeras
- Puentes: elementos en contacto con el suelo o el agua
- Tornería: piezas curvadas
- Recipientes resistentes a los ácidos

## Origen
Inicialmente originario de las Indias Orientales, específicamente en la India, Malasia, y Birmania, entre otras regiones del Sureste de Asia; en la actualidad existen plantaciones en muchos países de América como Guatemala, Costa Rica, El Salvador, México, Nicaragua, Brasil, Colombia, Ecuador, Panamá, Perú y el bosque ecuatorial del congo. De acuerdo con el poeta Persa Firdusi, el primer tablero de ajedrez de la historia fue construido en parte con madera de teca y mármol.

## Requerimientos
Su crecimiento puede darse en variadas condiciones, pero si se desea una madera de alta calidad deben de darse las siguientes condiciones:
- Altitud: entre los 0 y 800 m s. n. m. (metros sobre el nivel del mar).
- Suelos: ricos en calcio, planos y con un buen drenaje.
- En la temporada lluviosa: entre 1500 a 2500 mm de precipitación anual.
- En la temporada seca: entre 10 y 50 mm de lluvia y con una duración máxima de 3 meses.

Requiere de climas con una estación seca bien definida (3 a 5 meses), con temperaturas medias anuales entre 22 y 28 °C, una precipitación media anual de 1250 a 2500 mm y altitudes entre los 0 y 1000 m s. n. m.
Entre los factores limitantes más importantes para la especie se consideran los suelos poco profundos, compactados o arcillosos, con bajo contenido de calcio o magnesio, mal drenaje y altitudes mayores a 1000 m s. n. m.
Si estas condiciones no se cumplen, se obtiene una madera de menor calidad y menor valor comercial. Las mejores maderas de teca provienen de árboles "viejos" (por encima de 20 años de edad al ser cortados).
La teca tiene una alta capacidad de rebrote, lo que la hace resistente a incendios forestales; por su alta densidad y dureza las termitas no la penetran.

## Multiplicación
En el área centroamericana, por ejemplo, inicia la floración entre los cinco y los ocho años, a partir de esta fecha comienza a producir semilla fértil, la cual generalmente presenta latencia, por lo que requiere de tratamientos de escarificación. Es una especie muy resistente a plagas y enfermedades. Por su importancia se han realizado múltiples estudios de mejoramiento genético, para identificar el germoplasma ideal para cada zona de interés principalmente en Asia.